# P-skum
P-skum är en typ av preventivmedel som förs in i kvinnans vagina och förebygger oönskad graviditet på två olika sätt. P-skummet dödar spermierna och blockerar även sperman från att ta sig in i cervikalkanalen. Således förhindrar p-skummet sperman från att nå ägget och befrukta detta. P-skum har visat sig ge ett mindre bra skydd än många av de preventivmedel som idag finns tillgängliga på den svenska marknaden. Hos 29 procent av de par som använt sig av detta preventivmedel blev kvinnan oönskat gravid inom ett år. Även om p-skummet används regelbundet och på rätt sätt blir cirka 18 procent gravida. Rekommendationen är därför att kombinera p-skum med kondom för att få ett bättre skydd mot oönskad graviditet. P-skum finns inte längre till försäljning i Sverige.

## Referenslista
1. ↑  Advocates for Youth. ”Contraceptive foam”. Arkiverad från originalet den 26 mars 2017. https://web.archive.org/web/20170326052000/http://www.advocatesforyouth.org/topics-issues/contraceptives/1278#foam. Läst 25 mars 2017.
2. ↑  ”RFSU:s frågelåda på nätet”. www.rfsu.se. http://www.rfsu.se/sv/Sex--relationer/Frageladan/?action=showCategory&catID=152&searchString=. Läst 25 mars 2017.